# Martinus Johannes Bosma
Martinus Johannes Bosma (Norg, 19 augustus 1839 - Ruinerwold, 20 april 1909) was een Nederlandse burgemeester.

## Leven en werk
Martinus Johannes Bosma werd geboren in Norg als zoon van Jan Bosma en Anna Mensink. Op 3 juni 1870 is hij getrouwd met Henderika Jantina Reinders. In 1869 werd Bosma de opvolger van Jan Timen Nijsingh als burgemeester van Ruinerwold. Deze baan heeft hij tot zijn overlijden in 1909 vervuld.
Zijn zoon, Jan Antonie Reinders Bosma, werd in 1905 burgemeester van Nijeveen, en bekleedde daarna nog hetzelfde ambt in de gemeenten de Wijk, Enkhuizen en Winterswijk.

## Trivia
- In Ruinerwold is een straat naar Martinus Johannes Bosma vernoemd: de Burgemeester Bosmaweg.